# 1922
1922 (MCMXXII) a fost un an obișnuit al calendarului gregorian, care a început într-o zi de duminică.

## Evenimente

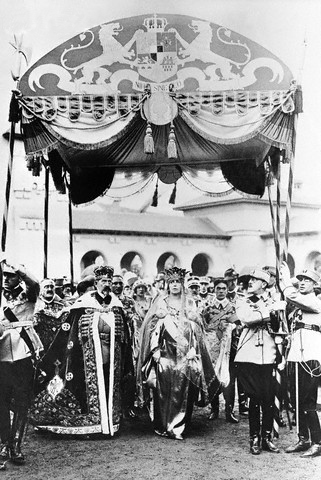
15 octombrie: Încoronarea Regelui Ferdinand I al României și a Reginei Maria a României, la Alba Iulia.

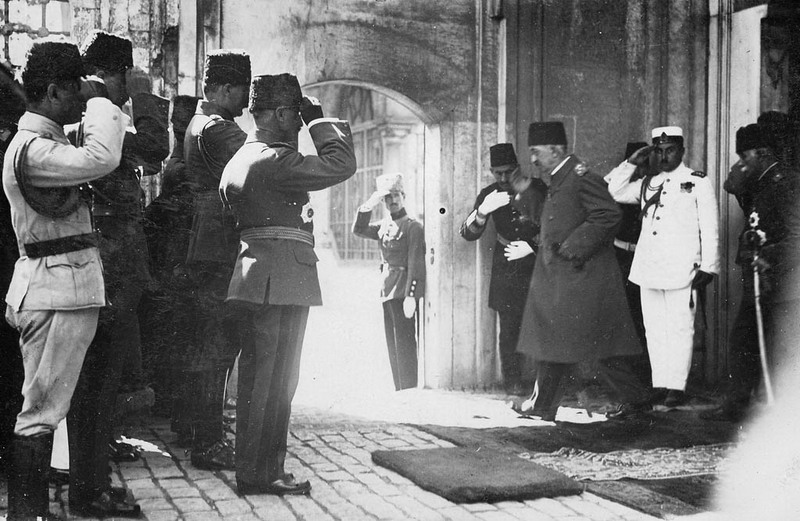
1 noiembrie: Plecarea ultimului sultan al Imperiului Otoman, Mahomed al VI-lea.

30 decembrie: Rusia, Ucraina, Belarus și Transcaucazia formează împreună Uniunea Republicilor Sovietice Socialiste. Stema URSS până în 1936.

### Ianuarie
- 11 ianuarie: Este folosită pentru prima dată, pe un pacient, insulina în tratarea diabetului.
- 19 ianuarie: S-a format un guvern liberal în frunte cu Ion I. C. Brătianu.

### Februarie
- 4 februarie: Tratatul chino-japonez, prin care Chinei îi este retrocedat Shandong-ul.
- 6 februarie: Achille Ratti devine Papa Pius al XI-lea.
- 20 februarie: Are loc la București, logodna Principesei Maria a României cu Principele Alexandru al Iugoslaviei.

### Martie
- 15 martie: Egiptul devine stat independent față de Marea Britanie. Ahmad Fuad I devine regele Egiptului.
- 18 martie: În India, Mahatma Gandhi este condamnat la șase ani de închisoare pentru revoltă; va face numai doi ani.

### Aprilie
- 3 aprilie: Iosif Stalin îi succede lui Vladimir Ilici Lenin ca lider al Uniunii Sovietice.
- 27 aprilie: În Valea Jiului are loc o explozie provocată în mina de cărbune Aurelia, care a dus la decesul a 82 mineri și rănirea altor 14.

### Iunie
- 3 iunie: Ion Vinea editează, la București, revista avangardistă Contemporanul, care promovează sincronizarea literaturii naționale cu cea mondială.
- 8 iunie: Francisc Rónay marchează primul gol din istoria echipei naționale de fotbal a României, în meciul Iugoslavia-România (1-2), desfășurat la Belgrad, cu ocazia nunții Principelui Alexandru al Iugoslaviei cu Principesa Maria a României.
- 10 iunie: În Sala Filarmonicii din Petrograd, începe procesul public intentat de bolșevici unor preoți care s-au opus confiscării bunurilor bisericești. Principalul acuzat este mitropolitul Veniamin al Petrogradului, și, alături de el, alte 86 de persoane.
- 28 iunie: Începe Războiul Civil Irlandez.

### Iulie
- 8 iulie: A avut loc primul meci al echipei de tenis a României în Cupa Davis (România-India, 0-5).
- 15 iulie: A fost creat Partidul Comunist Japonez.
- 27 iulie: Înființarea Uniunii Internaționale de Geografie.

### Octombrie
- 15 octombrie: Are loc, la Alba Iulia, încoronarea Regelui Ferdinand I al României și a Reginei Maria a României.
- 28 octombrie: Armata Roșie ocupă Vladivostokul.
- 31 octombrie: Benito Mussolini, în vârstă de 39 de ani, devine cel mai tânăr premier din istoria Italiei.

### Noiembrie
- 1 noiembrie: Imperiul Otoman nu mai există, iar ultimul său sultan, Mahomed al VI-lea, abdică.
- 4 noiembrie: Exploratorul englez, Howard Carter, a descoperit mormântul lui Tutankamon, în Egipt, în Valea Regilor.
- 14 noiembrie: În Marea Britanie începe să emită British Broadcasting Corporation (BBC).
- 20 noiembrie: Conferința internațională de la Lausanne, privind problema strâmtorilor Bosfor și Dardanele. Se discută și se semnează tratatul de pace cu Turcia, care recunoștea drepturile României asupra insulei Ada-Kaleh. Insula nu mai există, fiind inundată la construirea barajului Porțile de Fier.

### Decembrie
- 6 decembrie: Este constituit Statul Liber Irlandez în urma Tratatului anglo-irlandez din 1921. A durat până în 1937.
- 16 decembrie: Gabriel Narutowicz, președintele Poloniei, este asasinat.
- 30 decembrie: Rusia, Ucraina, Belarus și Transcaucazia formează împreună Uniunea Republicilor Sovietice Socialiste (până la 25 decembrie 1991).

### Nedatate
- BBC. Sistem de difuzare din Marea Britanie, finanțat din fonduri publice (din 1927), inițial companie privată.

## Nașteri

### Ianuarie
- 17 ianuarie: Betty White, actriță americană (d. 2021)
- 22 ianuarie: Vasko Popa, poet sârb de etnie română (d. 1991)

### Februarie
- 1 februarie: Renata Tebaldi, soprană italiană (d. 2004)
- 28 februarie: Radu Anton Câmpeanu, om politic român (d. 2016)

### Martie
- 1 martie: Yitzhak Rabin, prim-ministru al Israelului, laureat al Premiului Nobel (d. 1995)
- 13 martie: Jack Kerouac, scriitor american (d. 1969)
- 20 martie: Carl Reiner, actor american (d. 2020)
- 24 martie: Miguel Gustavo, jurnalist, textier și compozitor, (d. 1972)
- 25 martie: Ion Cârja, scriitor român (d. 1977)
- 26 aprilie: Ștefan Augustin Doinaș (n. Ștefan Popa), poet, eseist și traducător român (d. 2002)

### Mai
- 4 mai: Vlad Alexandru Mușatescu, scriitor și umorist român (d. 1999)
- 7 mai: Ion Ghelu Destelnica, actor, regizor , dramaturg și poet (d. 2001)
- 30 mai: Hal Clement Stubbs (aka George Richard), scriitor american de literatură SF (d. 2003)

### Iunie
- 19 iunie: Aage Niels Bohr, fizician danez (d. 2009)

### Iulie
- 2 iulie: Pierre Cardin, designer francez de modă (d. 2020)
- 18 iulie: Thomas Kuhn, filosof american (d. 1996)
- 30 iulie: Ana Pop-Corondan, interpretă română de muzică populară (d. 2005)

### August
- 5 august: Marin Preda, scriitor român, membru al Academiei Române (d. 1980)
- 18 august: Alain Robbe-Grillet, scriitor francez și producător de film (d. 2008)

### Septembrie
- 13 septembrie: Sergiu Al. George, scriitor român (d. 1981)
- 26 septembrie: Nicolae Romanov, prinț al Rusiei (d. 2014)

### Octombrie
- 30 octombrie: Iancu Țucărman, inginer agronom român de etnie evreiască (d. 2021)
- 31 octombrie: Norodom Sihanouk (Preah Bat Sâmdech Preah Norodom Sihanouk), rege al Cambodgiei (1941-1955 și 1993-2004), (d. 2012)

### Noiembrie
- 7 noiembrie: Androkli Kostallari, lingvist și cercetător albanez (d. 1992)
- 8 noiembrie: Christiaan Barnard, medic chirurg sud-african, care a efectuat primul transplant de cord (d. 2001)
- 9 noiembrie: Imre Lakatos, filosof maghiar (d. 1974)
- 11 noiembrie: Kurt Vonnegut, romancier american (d. 2007)
- 14 noiembrie: Boutros Boutros-Ghali, al 6-lea secretar general al ONU, de etnie egipteană (d. 2016)
- 16 noiembrie: José Saramago, scriitor portughez, laureat al Premiului Nobel (d. 2010)

### Decembrie
- 22 decembrie: Sebastian Kräuter, episcop al Diecezei Romano-Catolice de Timișoara (1990-1999), (d. 2008)

## Decese
- 22 ianuarie: Papa Benedict al XV-lea (n. Giacomo della Chiesa), 67 ani (n. 1854)
- 25 februarie: Duiliu Zamfirescu, 64 ani, scriitor, diplomat și ministru român (n. 1858)
- 1 aprilie: Carol I al Austriei (Carol al IV-lea al Ungariei), 34 ani, rege al Austriei și a Ungariei (n. 1887)
- 21 aprilie: Louis Duchesne, 79 ani, teolog și istoric francez (n. 1843)
- 22 iunie: Take Ionescu, 63 ani, om politic, avocat și ziarist român, prim-ministru al României (1921-1922), (n. 1858)
- 26 iunie: Albert I, Prinț de Monaco (n. Albert Honoré Charles Grimaldi), 73 ani (n. 1848)
- 2 august: Alexander Graham Bell, 75 ani, inventator scoțian (telefonul), (n. 1847)
- 11 octombrie: Prințul August Leopold de Saxa-Coburg-Kohary, 54 ani (n. 1867)
- 30 octombrie: Géza Gárdonyi (n. Géza Ziegler), 59 ani, scriitor maghiar (Göre Gábor levelei), (n. 1863)
- 18 noiembrie: Marcel Proust (n. Marcel Valentin Louis Eugène Georges Proust), 51 ani, romancier, eseist și critic francez (n. 1871)
- 29 noiembrie: Vasile Lucaciu, 70 ani, preot greco-catolic, teolog, politician și memorandist român, militant pentru drepturile românilor din Transilvania (n. 1852)
- 16 decembrie: Gabriel Narutowicz, 57 ani, politician polonez, președinte al Poloniei (1922), (n. 1865)

## Premii Nobel
- Fizică: Niels Bohr (Danemarca)
- Chimie: Francis William Aston (Regatul Unit)
- Medicină: Archibald Vivian Hill (Regatul Unit), Otto Fritz Meyerhof (Germania)
- Literatură: Jacinto Benavente (Spania)
- Pace: Fridtjof Nansen (Norvegia)